# جيمي سميث (لاعب كرة قدم أمريكية)
جيمي سميث (بالإنجليزية: Jimmy Smith)‏ هو لاعب كرة قدم أمريكية أمريكي، ولد في 9 فبراير 1969 في ديترويت في الولايات المتحدة.

## وصلات خارجية
- جيمي سميث على موقع مرجع كرة القدم المحترفة.كوم (الإنجليزية)